# Hornos
Hornos település Spanyolországban, Jaén tartományban. Hornos Beas de Segura, Segura de la Sierra, Santiago-Pontones, Villanueva del Arzobispo és Sorihuela del Guadalimar községekkel határos. Lakosainak száma 573 fő (2024).

## Népesség
A település népessége az elmúlt években az alábbi módon változott:
| Lakosok száma | 702  | 649  | 673  | 684  | 685  | 658  | 631  | 601  | 589  | 573  |
|               | 2001 | 2004 | 2007 | 2009 | 2012 | 2014 | 2017 | 2019 | 2022 | 2024 |